# Susanna Griso
Susanna Griso Raventós, född 8 oktober 1969 i Barcelona, är en spansk journalist och TV-programledare.

## Biografi
Susanna Griso föddes i Barcelona, hon tog licentiatexamen i journalistik vid Universitat Autònoma de Barcelona (UAB), började sin yrkesmässiga karriär på Ràdio Sant Cugat y Catalunya Ràdio. 1993 ledde hon intervjuprogrammen Tres senyores i un senyor, och Fóra de joc i TV3, och 1995 nyhetsprogrammet Telenotícies och programmet Resum de l'any.
Mellan januari 1997 och juli 1998 ledde hon L'Informatiu migdia de RTVE Cataluña, en period då hon för hela Spanien täckte Prinsessan Dianas begravning och bröllopet mellan infantinnan Cristina av Spanien och Iñaki Urdangarin.
I september 1998 började hon arbeta för Antena 3, i nyhetsprogrammet Antena 3 Noticias tillsammans med Matías Prats (som även han kom från spanska televisionen (TVE)), Nacho Aranda (1998-1999) och José Antonio Luque (2000-) för sporten. 
I december 2006 lämnade hon Antena 3 Noticias 1 och leder sedan dess morgonprogrammet Espejo público med nyheter, intervjuer och debatt.